# 클로드 루이 나비에

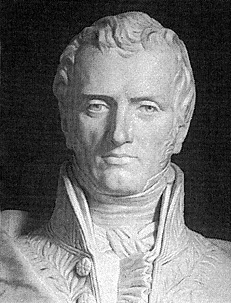
클로드 루이 나비에의 흉상

클로드 루이 마리 앙리 나비에(프랑스어: Claude Louis Marie Henri Navier [klod lwi maʁi ɑ̃ʁi naˈvje], 1785년 2월 10일 ~ 1836년 8월 21일)는 프랑스의 공학자이자 물리학자이다. 나비에-스토크스 방정식은 그와 조지 가브리엘 스토크스의 이름이 붙은 방정식이다.